# دجو توندا وا مونجا
دجو توندا وا مونجا (من مواليد الخامس والعشرين من تشرين الأول/أكتوبر عام 1972) هو مخرج ومنتج أفلام كونغولي حصل على جائزة أفضل مخرجٍ في حفل توزيع جوائز أكاديمية الأفلام الأفريقية عام 2011 عن فيلمه فيفا ريفا! (بالإنجليزية: Viva Riva!)‏، كما فاز عن نفس العمل بجائزة أفضل فيلم أفريقي خلال حفل توزيع جوائز إم تي في للأفلام.
عُرض فيلم فيفا ريفل في 18 دولة أفريقية وصَوّر نظرة شجاعة للحياة في كينشاسا. يُعتبر الفيلم أول فيلمٍ كونغولي يتمُّ إنتاجه منذ أن أمر رئيس جمهورية الكونغو الديمقراطية حينها موبوتو سيسي سيكو بإغلاقِ مجال صناعة الأفلام والسينما قبل 25 عامًا. يحكي الفيلم قصّة ريفا البائع الساحر للبنزين في السوق السوداء والذي يقعُ في حبِّ صديقة أحد زعماء الجريمة في كينشاسا. فاز في نفس العام الممثل الأنغولي هوجي فورتونا بجائزة أفضل ممثل في دور ثانوي في حفل توزيع جوائز إ تي في للأفلام عن تجسيده دور محتالٍ يُدعى سيزار.